# Christopher Williams
Christopher Williams (Jamaica, 15 de marzo de 1972) es un atleta jamaicano, especialista en la prueba de 200 m, en la que ha logrado ser subcampeón mundial en 2001.

## Carrera deportiva
En el Mundial de Edmonton 2001 ganó la medalla de plata en los 200 metros, con un tiempo de 20.20 segundos, quedando tras el griego Konstantinos Kenteris y por delante del sancristobaleño Kim Collins y el estadounidense Shawn Crawford, ambos empatados con el bronce. Además ganó la medalla de bronce en los relevos 4x400 metros, tras Bahamas y por delante de Polonia, siendo sus compañeros de equipo: Brandon Simpson, Greg Haughton y Danny McFarlane.